# چاینا اوربرایت بنک
چاینا اوربرایت بنک (انگلیسی: China Everbright Bank) شرکت خدمات مالی و بانکداری چینی است، که در سال ۱۹۹۲ تأسیس شد.